# Pierrefitte-sur-Seine
Pierrefitte-sur-Seine era una comuna francesa que estaba situada en el departamento de Sena-Saint Denis, de la región de Isla de Francia, que el 1 de enero de 2025 pasó a formar parte de la comuna nueva de Saint-Denis como comuna delegada.

## Demografía
| Gráfica de evolución demográfica de Pierrefitte-sur-Seine entre 1800 y 2022 |
|                                                                             |

Los datos demográficos contemplados en este gráfico de la comuna de Pierrefitte-sur-Seine se han cogido de 1800 a 1999 de la página francesa EHESS/Cassini, y los demás datos de la página del INSEE.